# Ixion (planetoïde)
(28978) Ixion (of 2001 KX76) (symbool: ) is een object in de Kuipergordel, ontdekt op 22 mei 2001. Ixion is een plutino (een object met een baanresonantie van 2:3 met Neptunus). Ook is zij een kandidaat dwergplaneet. De diameter van Ixion wordt geschat op 650 kilometer door de Spitzer Space Telescope. Als dit ook haar echte diameter is, dan is Ixion de op vier na grootste plutino. Ixion is vernoemd naar de Griekse figuur Ixion, de koning van de Lapithen. Ixion is ontdekt door de Cerro Tololo Inter-American Observatory (807). Ixion heeft een roodachtige kleur. Haar oppervlak bestaat vooral uit water en mogelijk vluchtige organische stoffen, zoals methaan of ammoniak. 

## Eigenschappen

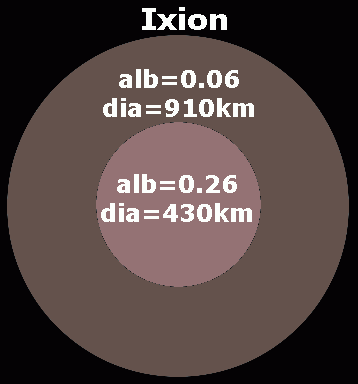
De diameter van Ixion hangt af van haar albedo (de hoeveelheid licht dat wordt gereflecteerd).

Na Pluto is Ixion het eerste transneptunische object waarvan oorspronkelijk werd gedacht dat deze groter is dan Ceres. In 2002 dacht men nog steeds dat Ixion een diameter van meer dan 1000 kilometer heeft. Volgens recentere schattingen heeft Ixion echter een hoog albedo en is zij kleiner dan Ceres. Namelijk ongeveer 650 kilometer. 
Ixion heeft een roodachtige kleur (iets roder dan 50000 Quaoar) in het zichtbare licht. Ook heeft zij een hoger albedo (> 0,15) dan de meeste andere rode cubewano's. Licht met een golflengte van ongeveer 0,8 micrometer wordt mogelijk geabsorbeerd. Dit gebeurt vaak als er waterijs op het oppervlak aanwezig is. 

## Baan en rotatie

Dit diagram laat de banen van Ixion (groen), Pluto (rood) en Neptunus (grijs) zien. Hun posities in april 2006 zijn aangegeven.

Ixion en Pluto hebben allebei ongeveer dezelfde soort baan, hoewel ze wel anders zijn georiënteerd: Ixion's perihelium ligt onder de ecliptica, terwijl die van Pluto erboven ligt. Op dit moment kruist Ixion bijna de ecliptica. In 2070 zal Ixion haar perihelium bereiken. Pluto heeft in 1989 haar perihelium bereikt en daalt nu ook af naar de ecliptica. Ixion doet er iets korter over om rond de zon te draaien dan Pluto, Ixion ±247 jaar, Pluto 248,2 jaar. De helderheid van Ixion varieert soms, en men denkt dat dit komt door het draaien om haar as. Haar rotatieperiode is echter nog niet bekend. 